# Delage Type M
Der Delage Type M sowie die Variante Delage Type M 3 waren frühe Personenkraftwagenmodelle der französischen Marke Delage.

## Beschreibung
Die nationale Zulassungsbehörde prüfte den Type M mit der Nummer 716 und der Motorennummer 721 und erteilte am 27. März 1909 die Genehmigung. Der Type M 3 mit der Nummer 876 und der Motorennummer 6049 folgte am 31. August 1909. Delage bot den Type M von 1909 bis 1910 und den Type M 3 nur 1910 an. Nachfolger wurden der Delage Type R, der Type AC und der Type AE. 
Zunächst trieb ein Vierzylindermotor von Chapuis-Dornier die Fahrzeuge an. Er hatte wahlweise 62 oder 65 mm Bohrung und 110 mm Hub. Das ergab 1328 bzw. 1460 cm³ Hubraum. Die Motoren waren mit 8 Cheval fiscal eingestuft und leisteten 12,5 bzw. 14 PS. In der zweiten Serie kam ein Vierzylindermotor von De Dion-Bouton zum Einsatz. Er hatte 66 mm Bohrung, 100 mm Hub, 1368 cm³ Hubraum, 8 CV und 13,5 PS Leistung. Die dritte Serie hatte einen Vierzylindermotor, der zwar den Namen Delage trug, aber eine Entwicklung von Établissements Ballot war, und in gleichen Stückzahlen bei Ballot und Delage produziert wurde. 65 mm Bohrung, 120 mm Hub, 1593 cm³ Hubraum, 9 CV und 16,5 PS Leistung waren seine Daten. Schließlich gab es 1910 noch den Type M 3, für den sich auch die Bezeichnung Serie 3b findet. Er hatte einen Ballot-Motor vom Typ 4 F 2, der ebenfalls Delage genannt wurde. Eine vergrößerte Bohrung von 70 mm ergab bei gleichem Hub 1847 cm³ Hubraum, 10 oder 11 CV und 21 PS Leistung.
Das Fahrgestell hatte 1280 mm Spurweite. Zur Wahl standen zwei Radstände von 2350 mm und 2600 mm. Überliefert sind Doppelphaeton, Landaulet und Phaeton.

## Stückzahlen und überlebende Fahrzeuge
Peter Jacobs vom Delage Register of Great Britain erstellte im Oktober 2006 eine Übersicht über Produktionszahlen und die Anzahl von Fahrzeugen, die noch existieren. Seine Angaben zu den Bauzeiten weichen in einigen Fällen von den Angaben der Buchautoren ab. Stückzahlen zu den Modellen vor dem Ersten Weltkrieg sind unbekannt. Für dieses Modell bestätigt er die Bauzeit von 1909 bis 1910. Ein Fahrzeug existiert noch.